# Neoloricata
Neoloricata Bergenhayn, 1955 è una sottoclasse di moluschi appartenente alla classe Polyplacophora.